# Tadeusz Ławicki
Tadeusz Adam Ławicki (ur. 1 stycznia 1956 w Wilkowie) – polski lekkoatleta, specjalizujący się w biegach długodystansowych. Wielokrotny medalista mistrzostw Polski, w tym trzykrotny mistrz Polski w biegu maratońskim.
W 2021 odznaczony Srebrnym Krzyżem Zasługi.

## Osiągnięcia
- Mistrzostwa Polski seniorów w lekkoatletyce (12 medali)[3]
  - Lublin 1982
    - brązowy medal w biegu na 3000 m z przeszkodami

  - Lublin 1984
    - brązowy medal w biegu na 10 000 m

  - Bydgoszcz 1985
    - srebrny medal w biegu na 10 000 m

  - Bydgoszcz, Brzeszcze 1986
    - srebrny medal w biegu na 10 000 m (Bydgoszcz)
    - srebrny medal w półmaratonie (Brzeszcze)

  - Poznań, Brzeszcze 1987
    - brązowy medal w biegu na 10 000 m (Bydgoszcz)
    - brązowy medal w półmaratonie (Brzeszcze)

  - Dębno 1988
    - brązowy medal w maratonie

  - Dębno 1990
    - brązowy medal w maratonie

  - Wrocław 1991
    - złoty medal w maratonie

  - Wrocław 1992
    - złoty medal w maratonie

  - Wrocław 1993
    - złoty medal w maratonie

- Halowe mistrzostwa Polski seniorów w lekkoatletyce (2 medale)[4]
  - Zabrze 1983
    - złoty medal w biegu na 3000 m
    - srebrny medal w biegu na 1500 m

- Memoriał Bronisława Malinowskiego
  - Grudziądz 1986 – III miejsce w biegu na 10 000 m

## Rekordy życiowe
- bieg na 1500 metrów
  - stadion – 3:42,20 (Sopot 1982)
  - hala – 3:48.16 (Zabrze 1983)
- bieg na 3000 metrów
  - stadion – 08:00,50 (1982)
  - hala – 8:08.68 (Zabrze 1983)
- bieg na 3000 metrów z przeszkodami
  - stadion – 8:35,57 (Sopot 1982)
- bieg na 5000 metrów
  - stadion – 13:48,96 (Bydgoszcz 1983)
- bieg na 10 000 metrów
  - stadion – 28:33,83 (Sopot 1984)
- bieg na 10 kilometrów – 35:18 (Twardogóra 2008)
- bieg na 15 kilometrów – 51:49 (Bukówiec Górny 2009)
- półmaraton – 1:05:33 (Gdańsk 1990)
- bieg na 25 kilometrów – 1:20:08 (Krapkowice 1995)
- maraton – 2:13:20 (Dębno 1988)